# 힐링굿♡프리큐어
《힐링굿♡프리큐어》(일본어: ヒーリングっど♡プリキュア 히리굿토♡ 푸리큐아[*])는 도에이 애니메이션 제작의 애니메이션이다.

## 개요
- 아사히 방송 및 TV 아사히 계열국을 통해 2020년 2월 2일부터 2021년 2월 21일까지 방영되었다.
- 프리큐어 시리즈 통상 17번째 작품이자, 15대 프리큐어에 해당되는 작품이다.
- 테마는 치유, 의사이며 지구를 병균으로 물들려는 악의 무리와 싸워가면서 지구를 치료하는 내용이다.
- 일본력(日本歷) 기준으로 레이와 시대에 최초로 시작하는 프리큐어 작품이다.
- 코로나19 범유행으로 인하여 도에이 애니메이션의 공지에 따라 13화 이후 내용부터 무기한 휴방하게 되었다[2]. 대신 이전에 방영했던 1화 ~ 12화 재방영으로 대체하게 되었다가 6월 28일부터 13화를 통해서 방송을 재개하게 되었다.

## 줄거리
지구를 치유하고 “치료(お手当て)”를 해 왔던 비밀의 세계 ‘힐링 가든’이 지구를 좀먹어 병들게 하려는 ’뵤겐즈’의 습격을 당해 위기에 빠진 탓에 지구가 대위기!
이 위기를 이겨내기 위해 도망쳐 온 세 명의 “지구의 의사 수습생”인 힐링 애니멀들이 힐링 가든의 왕녀이자 ‘특별한 힘’을 지닌 라떼와 함께 파트너를 찾으러 왔다!
세 명의 평범한 여자아이가 그들과 만나면서 프리큐어로 변신해 뵤겐즈와 맞선다!
뵤겐즈의 공격을 감지하면 기운을 잃는 라테와 소중한 지구, 그리고 이곳에 사는 모든 생명을 지키고 싶은 마음을 가슴에 품고 프리큐어들은 지금 지구를 치료하기 위해 힘을 합친다!
새롭게 탄생한 라테의 파트너도 더해져 8명이 함께 자, 스타트! 프리큐어 오퍼레이션!

## 방송 일시
| 방송 채널                  | 방송일                           | 방송 시간 |
| -------------------------- | -------------------------------- | --------- |
| TV 아사히 계열 아사히 방송 | 2020년 2월 2일 ~ 2021년 2월 21일 | 종료      |

## 등장인물

### 프리큐어
하나데라 노도카/큐어 그레이스(일본어: 花寺 のどか / キュアグレース)
성우 - 유우키 아오이
색깔 -      분홍색
본작의 주인공으로 스코야카 시로 이사 온 중학교 2학년 여자아이. 상징색은 분홍색이며, 꽃의 프리큐어 큐어 그레이스로 변신한다. 파트너는 라비린. 생일은 3월 9일.
말버릇은 "후와아~ 살아 있다는 느낌이야~(ふわあ~生きてるって感じ~)". 유연하고 마이 페이스지만 본성은 밝고 꿋꿋하며 운동은 조금 못 한다. 성격이 상냥하고 다른 사람을 도와주고 싶은 마음을 가진 소녀이다.
사와이즈미 치유/큐어 퐁텐(일본어: 沢泉 ちゆ / キュアフォンテーヌ)
성우 - 요리타 나츠
색깔 -      하늘색
똑부러지고 책임감이 강한 중학교 2학년 여자아이. 상징색은 파란색이며, 물의 프리큐어 큐어 퐁텐으로 변신한다. 파트너는 페기땅. 생일은 8월 21일.
성실하고 책임감이 강하며 스포츠가 뛰어난 육상부의 에이스이다. 거기에다 머리도 좋으며, 특히 이과 계열의 천재이다. 집은 온천 숙박업을 한다.
히라미츠 히나타/큐어 스파클(일본어: 平光 ひなた / キュアスパークル)
성우 - 코노 히요리
색깔 -      노란색
활발하고 붙임성 좋은 중학교 2학년 여자아이. 상징색은 노란색이며, 빛의 프리큐어 큐어 스파클로 변신한다. 파트너는 냐토랑. 생일은 10월 4일.
집은 애니멀 클리닉을 하며 꾸미는 것을 좋아하고 유행에 잘 따른다. 솔직한 성격을 지니고 있다. 다만 노도카나 치유와는 달리 공부는 잘 하지 못한다.
후우린 아스미/큐어 어스(일본어: 風鈴 アスミ / キュアアース)
성우 - 미모리 스즈코
색깔 -      보라색
라떼를 지켜달라는 테아틴의 기도에 지구가 부응하여 탄생시킨 정령 같은 존재. 상징색은 보라색이며, 바람의 프리큐어 큐어 어스로 변신한다. 파트너는 라떼. 생일은 8월 16일.
외모는 20세 정도로 보이지만, 사실상 갓 태어난 신생아와 다름없는 존재다 보니 인간의 상식을 잘 모르고 철부지이며 노도카와 치유, 히나타의 도움을 받게 된다. 항상 신비로운 분위기의 미소를 짓고 있다.

### 힐링 가든
라비린(일본어: ラビリン)
성우 - 카쿠마 아이
색깔 -      분홍색
분홍색 토끼 형태의 힐링 애니멀로 하나데라 노도카의 파트너. 생일은 3월 3일. '라비'라는 어미를 쓴다.
정의감이 강하며 지는 것을 싫어하고 의욕이 넘치기 때문에 실수를 저지르는 성향이 있다. 종종 삐지기도 하며 노도카와는 주로 이끌어 주기도 하지만 헛일을 하면 제지해주는 서로 상종하는 사이이다. 라비린은 라떼 여왕한테 혼났지만, 자신의 잘못을 반성하고 돌아본 것이다.
페기땅(일본어: ペギタン)
성우 - 타케다 하나
색깔 -      하늘색
파란색 펭귄 형태의 힐링 애니멀로 사와이즈미 치유의 파트너. 생일은 4월 25일. '페'라는 어미를 쓴다.
온천을 좋아하며 능력은 우수하지만 내성적인 성격이라 낯가림이 있다. 치유하고는 서로가 서로를 도와주는 동반자 같은 사이이다.
냐토랑(일본어: ニャトラン)
성우 - 카네다 아키
색깔 -      노란색
노란색 고양이 형태의 힐링 애니멀로 히라미츠 히나타의 파트너. 생일은 2월 22일. '냐'라는 어미를 쓴다.
평소에는 멋진 말투로 말하지만 초조하거나 진심이 나올 때에는 '냐'라는 말버릇이 나온다. 눈에 띄고 싶어하며 입이 가벼워 쓸데 없는 말을 하기도 한다. 히나타하고는 서로가 너무 닮아 잘 맞는 사이이다.
라떼(일본어: ラテ)
성우 - 시라이시 하루카
색깔 -      보라색
강아지 형태의 힐링 애니멀로 후우린 아스미의 파트너. 생일은 11월 1일.
힐링 가든의 어린 왕녀로 다른 요정들과 달리 사족보행을 한다. 아직 어려서 말을 할 수는 없지만 청진기를 들으면 마음의 소리를 들을 수 있다. 낮잠을 무척 좋아한다. 화가 난 라떼 여왕은 노도카와 라비린에게 서로 화해하라고 호통을 쳤다.
테아틴(일본어: テアティーヌ)
성우 - 토다 케이코
힐링 가든의 여왕이자 라떼의 어머니.
후우
테아틴과 함께 활약했던 선대 프리큐어.

### 뵤겐즈
킹뵤겐†(일본어: キングビョーゲン)
성우 - 고우다 호즈미
뵤겐즈의 수장. 과거 선대 프리큐어 전사들에 의해 육신을 잃어서 의사소통으로만 부하들에게 명령을 내린다. 41화에서 구아이와루를 흡수해 부활했다.
다루이젠†(일본어: ダルイゼン)
성우 - 타무라 무츠미
뵤겐즈의 간부. 초록색 머리의 쿨한 소년. 42화에서 파이널 힐링굿 애로우에 의해서 정화된 뒤 킹 뵤겐에게 흡수된다.
신도이네†(일본어: シンドイーネ)
성우 - 이토 시즈카
뵤겐즈의 간부. 보라색 단발 머리의 발랄한 성인 여성. 43화에서 힐링 오아시스에 의해 정화된다.
구아이와루†(일본어: グアイワル)
성우 - 야스모토 히로키
뵤겐즈의 간부. 주황색 머리의 근육이 가득한 진지한 남성. 41화에서 킹뵤겐한테 흡수당하고 만다.
바테테모다†(일본어: バテテモーダ)
성우 - 호시 소이치로
뵤겐즈의 신간부. 인간의 모습을 하고 있는 다른 뵤겐즈의 간부들과 달리 쥐 수인의 모습을 하고 있다. 20화에서 큐어 어스에 의해 정화된다.
네부소쿠(일본어: ネブソック)
성우 - 타케우치 에이지
다루이젠이 아기 새에 메가파츠를 넣어 탄생시킨 신간부. 새의 모습을 하고 있다. 24화에서 큐어 어스에 의해 정화된다.
케다리(일본어: ケダリー)
성우 - 와타나베 아케노
다루이젠이 하나데라 노도카에 메가파츠를 넣어 탄생시킨 신간부. 다루이젠과 비슷한 모습을 하고 있다. 28화에서 힐링 오아시스에 의해 정화된다.
메가뵤겐(일본어: メガビョーゲン)
성우 - 고토 코우스케
본작의 소환 마물.

### 엘리멘트
엘리멘트 씨
성우 - 하나모리 유미리 / 후리하타 아이 / 센본기 사야카
본작에 나오는 요정들.

### 하나데라 일가
하나데라 타케시(일본어: 花寺 たけし)
성우 - 하나와 에이지
노도카의 아버지. 직업은 건축계열.
하나데라 야스코(일본어: 花寺 やすこ)
성우 - 무라이 카즈사
노도카의 어머니. 직업은 택배 운송기사.

### 사와이즈미 일가
사와이즈미 나오(일본어: 沢泉 なお)
성우 - 사코 마유미
치유의 어머니. 사와이즈미 료칸의 와카오카미.
사와이즈미 류지(일본어: 沢泉 りゅうじ)
성우 - 엔도 다이치
치유의 아버지.
사와이즈미 토우지(일본어: 沢泉 とうじ)
성우 - 마츠다 사츠미
치유의 남동생.
사와이즈미 키요시(일본어: 沢泉 きよし)
성우 - 미즈우치 키요마츠
치유의 할아버지.
사와이즈미 하루코(일본어: 沢泉 はるこ)
성우 - 노자와 유카리
치유의 할머니. 사와이즈미 료칸의 오카미.

### 히라미츠 일가
히라미츠 요우타(일본어: 平光 ようた)
성우 - 오사카 료타
히나타의 오빠. 동물병원 히라미츠 클리닉의 수의사이며 라떼를 치료해 준다. 나이차가 많아서 처음에 노도카가 아버지라고 오해하였다.
히라미츠 메이(일본어: 平光 めい)
성우 - 카카즈 유미
히나타의 언니. 히라미츠 클리닉 앞에 있는 카페의 직원이다.
히라미츠 테루히코(일본어: 平光 てるひこ)
성우 - 마츠다 켄이치로
히나타의 아버지. 아들인 요우타와 같은 수의사로 부자가 대를 이어 수의사를 하고있다. 요우타와 마찬가지로 라떼를 진찰하면서 처음 등장한다.

### 스코야카 중학교
담임
성우 - 하마다 켄지
노도카, 치유, 히나타의 반의 담임으로 담당 과목은 과학.
리나(일본어: りな)
성우 - 마츠다 사츠미
히나타의 친구.
미나(일본어: みな)
성우 - 불명
히나타의 친구.
마스코 미츠오(일본어: 益子 道男)
성우 - 이구치 유이치
신문부 소속의 남학생. 노도카와 메가뵤겐의 관계에 의심을 품고 미행하게 된다.

### 그 외 인물들
나가라 스미코(일본어: 長良 澄子)
성우 - 코이치 마코토
보이시한 스타일의 유리 공예가.
에밀리(일본어: エミリー)
성우 - 모리나가 치토세
사와이즈미 여관에 손님으로 찾아온 금발벽안의 서양인 소녀.
스미스 부부(일본어: スミス父、일본어: スミス母)
성우 - 야스히로(남편) / 아이카와 리카코(부인)
에밀리의 부모로 사와이즈미 여관에 손님으로 찾아온 서양인 부부.
이츠키 사쿠야(일본어: 樹 サクヤ)
성우 - 후쿠하라 아야카
오오카라 시에 있는 수목원에서 근무하는 수목의(樹木醫).
카즈(일본어: カズ)
성우 - 키쿠치 히토시
노도카의 아버지가 재학했던 대학교 후배이며 열기구 조종자이다.
우키마(일본어: 浮間)
성우 - 노가미 쇼
카즈의 열기구 동료로 열기구 보조 역할자이다.
아마노(일본어: 天野)
성우 - 세키노 히토미
카즈의 열기구 동료로 열기구 보조 역할 담당이다.
스이타(일본어: 吹田)
성우 - 후리하타 아이
카즈의 열기구 동료로 유도 역할 담당. 도중에 쓰러져서 후우린 아스미가 역할을 대신 맡았다.
하치스카 선생(일본어: 円山 敎生)
성우 - 하마다 켄지
예전에 노도카를 치료해주었던 병원 의사. 노도카가 사는 스코야카 시에 찾아와서 노도카를 오랜만에 만난다. 사실은 노도카와 같은 환자들을 연구하기 위해 연구자로 전향한다.
타카미 츠바사(일본어: 高美 ツバサ)
성우 - 타카모리 나츠미
니시중학교에 다니는 여학생이자 치유의 라이벌로 있는 높이뛰기 선수.
사이토 에리코(일본어: 齋藤 えりこ)
성우 - 마츠모토 사라
히나타의 초등학교 동창이자 옛 친구. 히나타로부터 '엘리자베스'라는 별명으로 불렸으며 그녀는 히나타를 '나타샤'라고 불렀다.

### 특별출연
나츠우미 마나츠/큐어 서머(일본어: 夏海 まなつ) / キュアサマー)
성우 - 파이루즈 아이
차기 작품인 트로피컬 루즈! 프리큐어의 주인공. 본작 마지막화에서 선행 등장했다.

## 등장 아이템
엘리맨트 보틀(일본어: エレメントボトル)
힐링굿♡프리큐어의 무기나 완구에 대응하는 아이템. 프리큐어에게는 각각 전용 엘리멘트 보틀이 배정되어 있으며, 이를 변신기인 힐링 스틱에 꽂아서 변신에 활용한다.
힐링 스틱(일본어: ヒーリングステッキ)
프리큐어의 변신 아이템. 힐링 애니멀이 힐링 스틱 내부에 들어간 뒤 엘리멘트 보틀을 꽂아 변신한다. 변신 구호는 "스타트! 프리큐어 오퍼레이션!
어스 윈디 하프(일본어: アースウィンディハープ)
큐어 어스의 무기로 완구를 통해 선행 공개되었다.
힐링 룸 백(일본어: ヒーリングルームバッグ)
힐링 애니멀들의 여행 생필품이나 치료 도구, 전용 방이 내장된 만능 가방이다. 중앙에 터치스크린이 탑재되어 있으며 이를 이용해 요정을 키우는 미니게임을 할 수 있다.
플라워 멜로디 벨(일본어: フラワーメロディベル)
엔딩 안무영상에서 등장하며 엔딩곡을 포함한 10개의 멜로디가 수록되어 있다.

## 설정
스코야카 시(일본어: すこやか市)
주인공들이 사는 도시의 이름. 건강에 좋은 곳으로 유명하여 외국인 관광객들도 있을 정도이며 온천, 허브샵, 침구원 등의 가게가 즐비해 있다. 지리적으로는 바다가 가깝다.
힐링 가든(일본어: ヒーリングガーデン)
지구를 치료해 온 비밀의 세계.
뵤겐즈(일본어: ビョーゲンズ)
지구를 병들게 하려는 악의 조직.

## 관련 정보
2019년 10월 7일 본 상표를 등록했으며 10월 23일 토에이에서 타이틀을 공개했다. 11월 29일 공식 사이트가 생성되었으며 12월 26일에 사이트 개편과 함께 예고편이 공개되었다.
코로나19 범유행으로 인하여 도에이 애니메이션 측에서 공식으로 힐링 굿 프리큐어 13화 이후부터 방영을 무기한 연기한다는 입장을 밝혔다. 프리큐어 시리즈가 무기한 방영이 연기된 것은 2004년 1대작인 빛의 전사 프리큐어가 시작되고 나서 16년 만에 처음 있는 사례이다. 또 2020년 4월 현재 일본 현지에서 코로나19 범유행이 급속도로 퍼지게 되면서 불가피하게 일본 애니메이션 제작사 대부분이 애니메이션 방영을 연기한다는 입장을 밝히면서 프리큐어 시리즈 역시 마찬가지로 무기한 방영이 연기가 되었다. 앞서 3월에 개봉할 예정인 프리큐어 스타즈 미라클 리프 역시 코로나19 범유행으로 인해서 두 달 늦춘 5월에 개봉하기로 하였다. 그러나 예상 외로 일본 내에서 코로나 감염이 확산되면서 2020년 10월 31일에 개봉하였다.
2021년에 단독 극장판이 개봉되며 2007년, 2008년에 방영되었던 Yes! 프리큐어5 및 Yes! 프리큐어5 GoGo! 주역 캐릭터들이 등장한다.

## 제작진
- 원작 : 토도 이즈미
- 만화: 카미키타 후타코
- 프로듀서 : 야스이 카즈나리, 야자카 후미, 야스미 카오리
- 시리즈 디렉터 : 이케다 요코
- 시리즈 구성 : 코무라 쥰코
- 캐릭터 디자인 : 야마오카 나오코
- 미술 감독 : 니시다 나기사
- 미술 디자인: 니시다 나기사, 이마이 미키
- 색채 설계 : 사카이리 키요미
- 음악 : 테라다 시호
- 편집 : 아소 요시히로
- 녹음: 하야시 나오미, 츠키오카 하루나
- 애니메이션 제작 : 도에이 애니메이션
- 저작권 : ABC ADK 도에이 애니메이션
- 제작 : 아사히 방송 테레비, ABC 애니메이션, ADK 이모션즈, 도에이 애니메이션

## 주제가
오프닝 테마 <힐링굿♡프리큐어 Touch!>
가수 - 키타카와 리에 / 작사 - 코타마 사오리 / 작곡 - 타카토리 히데야 / 편곡 - 카고시마 히로아키
첫번째 엔딩 테마 <미리클하게 Link♡ Ring!>(1화-19화)
가수 - Machico / 작사 - eNu / 작곡 - 오오하시 리코 / 편곡 - KOH
두번째 엔딩 테마 <에브리바디☆힐링굿데이!>(20화-45화)
가수 - 미야모토 카나코 / 작사 - 후지모토 노리코 / 작곡 - ANDW / 편곡 - 타테야마 아키유키

## 방영 목록
- 방송일은 아사히 방송 기준.
- 본 작품은 한국 내에서 공식 방영한 작품이 아니므로 한국어 제목은 일본어 해석에 맞춰서 임의적으로 표기하였다. 한국 방영이 될 경우 한국어 더빙 기준으로 바뀔 수 있다.

| 화수         | 제목                                                                                            | 방송일           |
| ------------ | ----------------------------------------------------------------------------------------------- | ---------------- |
| 01           | 手と手でキュン! 二人でプリキュア♡キュアグレース 손과 손으로 큥! 둘이서 프리큐어 ♡ 큐어 그레이스 | 2020년 2월 2일   |
| 02           | パートナー解消 ! ? わたしじゃダメなの ? 파트너 해소!? 나랑은 할 수 없는 거야?                   | 2020년 2월 9일   |
| 03           | 湧き上がる想! 変身! キュアフォンテーヌ 솟구치는 마음! 변신! 큐어 퐁텐                           | 2020년 2월 16일  |
| 04           | カワイイ! なりたい! キュアスパークル誕生 귀여워! 되고 싶어! 큐어 스파클 탄생                    | 2020년 2월 23일  |
| 05           | 気まずい水族館! チグハグなわたしたち 어색한 수족관! 삐걱이는 우리들                             | 2020년 3월 1일   |
| 06           | ママはどこラテ ? おるすばん大脱走 ! 엄마는 어디 라떼? 집보기 대탈주!                            | 2020년 3월 8일   |
| 07           | 大スクープ ! ？ のどかの秘密 특종! ? 노도카의 비밀                                              | 2020년 3월 15일  |
| 08           | とべないちゆ ! ? 陸上大会大ピンチ ! 치유가 뛸 수 없어!? 육상대회 대위기!                        | 2020년 3월 22일  |
| 09           | ひなたのカワイイ大作戦 ! 히나타의 귀여운 대작전!                                                | 2020년 3월 29일  |
| 10           | 緊急お手当 ！ メガビョーゲンがいっぱい ! ? 긴급치료! 메가뵤겐이 가득!?                          | 2020년 4월 5일   |
| 11           | 力を一つに ! ミラクルヒーリング ! 힘을 하나로! 미라클 힐링!                                     | 2020년 4월 12일  |
| 12           | 以心伝心! チームワーク大作戦! 이심전심! 팀워크 대작전!                                          | 2020년 4월 19일  |
| 13           | 辞める? 辞めない？ 迷えるひなた! 그만할까? 말까? 망설이는 히나타!                               | 2020년 6월 28일  |
| 14           | 元気発見! すこやかフェスティバル! 원기발견! 스코야카 페스티벌!                                  | 2020년 7월 5일   |
| 15           | 初めてのケンカ . . . すれ違うのどかとラビリン 첫 싸움... 엇갈리는 노도카와 라비린               | 2020년 7월 12일  |
| 16           | 友情の誓い! 永遠の大樹の下で 우정의 맹세! 영원의 큰 나무 아래에서                               | 2020년 7월 19일  |
| 17           | 最高のおもてなし!? ちゆのおかみ修行 최고의 대접!? 치유의 여주인 수행                            | 2020년 7월 26일  |
| 18           | ハートにズッキュン! ニャトランの恩返し 하트에 즛큥! 냐토랑의 보은                               | 2020년 8월 2일   |
| 19           | ラテを守って...! 祈りの嵐と奇跡の少女 라떼를 지켜 줘...! 기도의 바람과 기적의 소녀              | 2020년 8월 9일   |
| 20           | 今, つながる願い...! わたしたちキュアアース 지금, 이어지는 소원...! 우리들 큐어 어스            | 2020년 8월 16일  |
| 21           | はじめまして! わたくし、風鈴アスミです 처음 뵙겠습니다! 저는, 후우린 아스미입니다               | 2020년 8월 23일  |
| 22           | ラテ逃げないで! 消える体と芽生える気持ち 라떼 도망치지 말아 줘! 사라지는 몸과 싹트는 기분       | 2020년 8월 30일  |
| 23           | かわいいってなんですか? アスミと子犬物語 귀엽다라는 게 무엇입니까? 아스미와 강아지 이야기       | 2020년 9월 6일   |
| 24           | いま行きます! お手当てを風に乗せて 지금 갑니다! 치료를 바람에 싣고                              | 2020년 9월 13일  |
| 25           | 勇気を出して! とらわれのペギタン 용기를 내! 사로잡힌 페기땅                                     | 2020년 9월 20일  |
| 26           | びっくり! アスミのラテ日記 깜짝! 아스미의 라떼 일기                                             | 2020년 9월 27일  |
| 27           | 気球よ飛んで! アスミとラテの熱い想い 기구여 날아라! 아스미와 라떼의 뜨거운 마음                 | 2020년 10월 4일  |
| 28           | 苦しみの再来!? ダルイゼン、あなたは 괴로움의 재래!? 다루이젠, 당신은                            | 2020년 10월 11일 |
| 29           | のどかのストレス? 気分転換をさがせ♪ 노도카의 스트레스? 기분전환을 찾아라♪                       | 2020년 10월 18일 |
| 30           | キャラがバラバラ? 動物園の休日 캐릭터가 제각각? 동물원의 휴일                                   | 2020년 10월 25일 |
| 31           | ビョーゲンズの進化! お手当てはヒーリングっど♡アロー! 뵤겐즈의 진화! 치료는 힐링굿♡애로우!       | 2020년 11월 8일  |
| 32           | おねえちゃんみたいに! ぼくのおかみ修行 누나처럼! 나의 여주인 수행                               | 2020년 11월 15일 |
| 33           | 思い出の再会! 過去のわたしの贈りもの 추억의 재회! 과거의 나의 선물                              | 2020년 11월 22일 |
| 34           | わたしがライバル!? ちゆの求めたツバサ 내가 라이벌!? 치유가 바라는 날개                          | 2020년 11월 29일 |
| 35           | 手と手でトス! ボールつないで青春お手当て! 손과 손으로 토스! 공으로 이어지는 청춘 치료!          | 2020년 12월 6일  |
| 36           | ナターシャのゆううつ お勉強大作戦! 나타샤의 우울 공부 대작전!                                   | 2020년 12월 13일 |
| 37           | 季節をエンジョイ♡ ラテ様おもてなしツアー! 계절을 엔조이♡ 라떼님 대접 투어!                      | 2020년 12월 20일 |
| 38           | 女将？ハイジャン？ 揺れるちゆの心！ 여주인? 높이뛰기? 흔들리는 치유의 마음!                     | 2020년 12월 27일 |
| 39           | ついに決戦!? とびこめ! ビョーゲンキングダム! 드디어 결전!? 뛰어들어라! 뵤겐 킹덤!               | 2021년 1월 10일  |
| 40           | ひなたの後悔… 誕生! キンググアイワル 히나타의 후회... 탄생! 킹 구아이와르                       | 2021년 1월 17일  |
| 41           | すこやか市の危機!! 忍びよるキングの影 스코야카시의 위기!! 다가오는 킹의 그림자                  | 2021년 1월 24일  |
| 42           | のどかの選択! 守らなきゃいけないもの 노도카의 선택! 지키지 않으면 안되는 것                     | 2021년 1월 31일  |
| 43           | キングの進化…! 蝕まれたすこやか市 킹의 진화...! 갉아먹힌 스코야카시                             | 2021년 2월 7일   |
| 44           | みんなでお手当て!! すこやかな未来のために 모두 함께 치료!! 건강한 미래를 위하여                 | 2021년 2월 14일  |
| 45[마지막회] | おいでませ♡ ヒーリングガーデン! 어서오세요♡ 힐링 가든!                                          | 2021년 2월 21일  |

## 극장판

### 크로스 오버 극장판
극장판 프리큐어 미라클 리프 모두에게 이상한 하루
2020년 10월 31일 공개.
극장판 힐링굿♥프리큐어 꿈의 마을에서 큥!하고 GoGo! 대변신!!
2021년 3월 20일 공개. 전작인 Yes! 프리큐어5와 콜라보한 크로스 오버 작품이다. 동시에 트로피컬 루즈! 프리큐어의 단편 영화 《극장판 트로피컬 루즈! 쁘띠 프리큐어 뛰어들어라! 콜라보♡댄스 파티!》가 공개. 큐어 어스는 영화 첫 등장이다.
나만의 어린이 런치
2022년 9월 23일 공개 . 딜리셔스 파티♡프리큐어의 영화 《극장판 딜리셔스 파티♡프리큐어 꿈꾸는♡어린이 런치!》에 동시 공개하는 3DCG 단편 작품이다.
극장판 프리큐어 올스타즈 F
2023년 9월 15일 공개. 프리큐어 20주년 기념작이다.

### 그 외
마진전대 키라메이저 에피소드 ZERO
2020년 2월 8일 공개. 특촬 TV 드라마 《슈퍼 전대 시리즈》의 1작 《마진전대 키라메이저》의 극장판 작품. 엔딩에 큐어 그레이스가 CG 캐릭터로서 등장했다.